# Китай во Всемирном банке
Китай не был в составе группы Всемирного банка вплоть до 1980 года. С момента своего вступления в организацию Китай вносит значительный вклад во Всемирный банк, а также получает кредиты из банка для финансирования различных проектов на своей территории. Как растущая крупная держава, Китай стремится занять соответствующую позицию во Всемирном банке. По этой причине в 2014 году Китай и другие страны БРИКС сформировали собственный банк развития под названием Новый Банк развития.

## История

### Китай присоединяется к Всемирному банку
Китайская Народная Республика (КНР) не состояла в МВФ и Всемирном банке до апреля 1980 года. Ранее Китайская Республика представляла весь Китай в этих двух финансовых институтах. 27 декабря 1945 года Китайская Республика вступила в МБРР. Однако, с течением времени, Китайская Народная Республика сменила Китайскую Республику, и с 1980 года начала участвовать в деятельности организации. После присоединения КНР к Всемирному банку в 1981 году Китай получил одобрение на своё первое проектное кредитование. В 1989 году Всемирный банк почти на год приостановил займы в Китай в ответ на инцидент на площади Тяньаньмэнь, где Китай применил репрессии и насилие к студентам, участвующих в студенческих протестах. Помимо предоставления кредитов для проектов, Всемирный банк сыграл важную роль в консультировании Китая по проведению экономической реформы, введённой еще в 1980-х годах. При непрерывном росте экономики Китай смог получить большое количество голосов в 2010 году, поскольку некоторые развитые страны передали некоторые часть своих голосов развивающимся.

## Проект в Китае
Вплоть до июня 2017 года в Китае развивалось около 101 проекта, которые финансировались за счёт займов Всемирного банка. Эти проекты в основном направлены на финансирование технической помощи, как пенсионная реформа, реформа городского жилья, реформа энергетического рынка, охрана окружающей среды, развитие рынка труда, развитие социальной защиты, либерализация процентных ставок и либерализация внешней торговли. После признания Всемирным банком как страны со средним уровнем дохода Китай получил доступ к займам из Международного банка реконструкции и развития (МБРР). С 1999 по 2011 Китай занял около 40 млрд долларов из МБРР.  Вплоть до 2011 года Китай также получил более 5 млрд долларов из Международной финансовой корпорации (МФК) на финансирование 220 проектов частного сектора.

### Споры по поводу проектов Всемирного банка
Одним общеизвестным и весьма спорным проектом Всемирного банка был проект Ганьсу и Внутренней Монголии по снижению бедности в 1999 году. Этот проект включал  40-метровую плотину, что, по прогнозам, вытеснило бы около 60 000 жителей в провинции Цинхай.Это привело к тому, что Всемирный банк прекратил финансирование проекта, так как было выявлено нарушение директив во время его оценки. В 2000 году Всемирный банк также остановил проект по сокращению масштабов нищеты в Китае, по которому первоначально планировалось переселить более 58 000 китайских фермеров в Тибет. После того опубликованных отчеты инспекционной группой проект был отозван, поскольку в отчетах указывалось, что Всемирный банк нарушил социальную и экологическую политику.